# Dreistreifen-Spitzmausbeutelratte
Die Dreistreifen-Spitzmausbeutelratte (Monodelphis americana) lebt im östlichen Brasilien vom Osten des Bundesstaates Pará im Norden bis zum küstennahen Santa Catarina im Süden.

## Beschreibung
Die Tiere erreichen eine Kopfrumpflänge von 9 bis 13,7 cm, haben einen 4 bis 6 cm langen Schwanz und erreichen ein Gewicht von 23 bis 46 g. Der Schwanz hat damit eine Länge von etwa 50 % der Kopfrumpflänge. Auf dem Rücken sind die Tiere gelbbraun gefärbt oft mit einem rötlichen oder gräulichen Einschlag. Charakteristisch und namensgebend für die Art sind drei schwarze Streifen auf dem Rücken. Der Mittlere verläuft von der Nase, auf dem Kopf aber nur undeutlich sichtbar, bis zur Schwanzwurzel, die zwei anderen von den Schultern zur Schwanzwurzel. Dieses Farbmuster ist bei jungen, ausgewachsenen Tieren beiden Geschlechts und bei älteren Weibchen sichtbar, bei älteren Männchen verschwinden die Streifen und weichen einer rotbraunen oder kastanienbraunen Färbung. Das Fell an Kinn, Kehle und Bauch ist cremefarben gelblich oder grau mit einem gelblich-weißen Einschlag. Augenringe sind nicht vorhanden. Der Schwanz ist nur unmittelbar an der Basis behaart und oben schwarz und unten hell. Die Ohren sind unbehaart und braun. Weibchen haben keinen Beutel. Die Anzahl der Zitzen liegt bei 15, eine mittige und sieben an jeder Seite. Die Form und Größe des Schädels sind bei Männchen und Weibchen gleich. Der Karyotyp ist 2n=18,FN=22.

## Lebensraum und Lebensweise

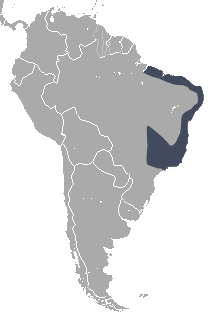
Das Verbreitungsgebiet im östlichen Brasilien

Die Dreistreifen-Spitzmausbeutelratte lebt im Atlantischen Regenwald und in Galeriewäldern im Cerrado. Sie ist tagaktiv und weitgehend bodenbewohnend. Die aus Blättern gemachten Nester der Tiere wurden jedoch schon in Höhen bis zu fünf Metern über dem Erdboden gefunden. In Zentralbrasilianischen Galeriewäldern nutzen sie ein Territorium von 0,04 ha und auf einem Quadratkilometer leben 50 bis 150 Individuen. Wie andere Spitzmausbeutelratten ernährt sich die Dreistreifen-Spitzmausbeutelratte von Insekten und Früchten. Zu ihrer Nahrung zählen auch die Früchte und Samen der Palmenart Attalea oleifera. Die Fortpflanzung der Tiere ist bisher nur wenig erforscht worden. Jungtiere wurden nur von Januar bis Mai, also vom Ende der Regen- bis zum Beginn der Trockenzeit, gefangen. Wahrscheinlich vermehren sich die Tiere nur einmal in ihrem Leben (Semelparität).

## Systematik
Als Autor der Erstbeschreibung der Dreistreifen-Spitzmausbeutelratte gilt der deutsche Theologe und Zoologe Philipp Ludwig Statius Müller, der sie 1776 unter der Bezeichnung Sorex americana beschrieb, also den Spitzmäusen zuordnete. Möglicherweise werden heute unter der Bezeichnung Monodelphis americana mehrere Arten geführt. Ob dies zutrifft muss durch weitere Forschung geklärt werden. Unter den Bezeichnungen Monodelphis rubida und Monodelphis umbristriata sind zwei weitere Arten beschrieben worden, die eine von Monodelphis americana leicht abweichende Färbung haben. Sie stehen bei DNA-Analysen aber innerhalb der Variationsbreite von Monodelphis americana, so dass sie als Synonyme von Monodelphis americana angesehen werden müssen.

## Status
Die Dreistreifen-Spitzmausbeutelratte wird von der IUCN als ungefährdet angesehen. Sie ist zahlreich, hat ein großes Verbreitungsgebiet und kommt auch in einigen Schutzgebieten vor.

## Belege
1. 1 2 3 4 5  Diego Astúa: Family Didelphidae (Opossums). in Don E. Wilson, Russell A. Mittermeier: Handbook of the Mammals of the World – Volume 5. Monotremes and Marsupials. Lynx Editions, 2015, ISBN 978-84-96553-99-6. Seite 149–150.
2. ↑  Philipp Ludwig Statius Müller: Supplements- und Register-Band über alle sechs Theile oder Classen des Thierreichs. Gabriel Nicolaus Raspe, Nürnberg 1776.
3. ↑  Monodelphis americana in der Roten Liste gefährdeter Arten der IUCN 2018. Eingestellt von: Astua de Moraes, D., Cáceres, N., Brito, D. & Costa, L.P., 2015. Abgerufen am 3. Juli 2019.